# Pertenstein

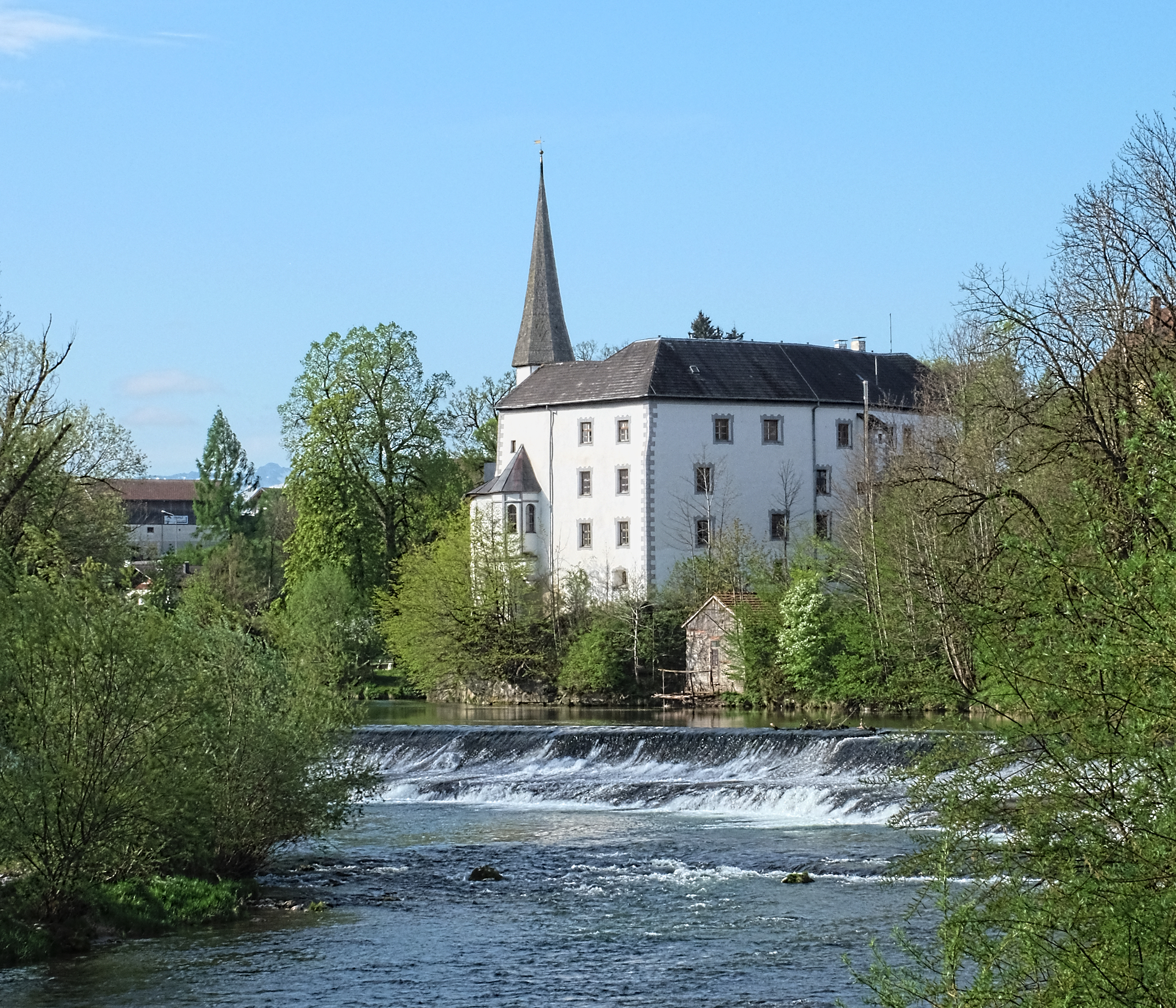
Blick von der Fußgängerbrücke auf das Schloss Pertenstein

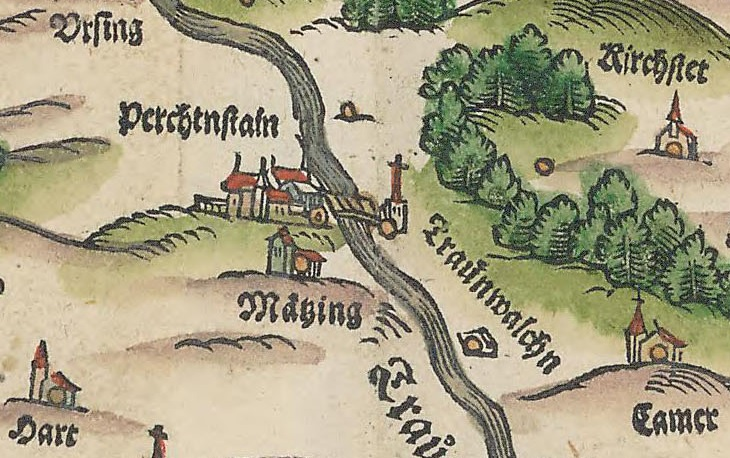
Perchtnstain in Apians Landtafeln (1568)

Pertenstein ist ein Ortsteil in der Stadt Traunreut im oberbayerischen Landkreis Traunstein an dem Fluss Traun, zwischen Matzing und Traunwalchen. Namensgebend ist das Schloss Pertenstein.

## Geschichte
Ritter Engelbrecht von Taching errichtete 1290 auf einem Felsen am Ufer der Traun eine kleine Burg und nannte sie, seiner Frau Perchta von Stein zu Ehren Perchtenstain. Den Baugrund dazu brachte seine Frau, eine geborene von Toerring selbst in die Ehe mit ein. Als Ende des 14. Jahrhunderts der letzte Tachinger kinderlos starb, fiel die Burg wieder an die Toerringer. Ums Jahr 1600 erfolgte durch Barbara Lucia Freifrau von Toerring-Stein eine größere Renovierung und Erweiterung zu einem stattlichen Landschloss. Zu dieser Zeit war Pertenstein eine gräfliche Hofmark mit dem Recht zur Ausübung der niedrigen Gerichtsbarkeit.
Der im Februar 1969 gegründete Verein Heimatbund Schloss Pertenstein e. V. hat das Schloss von Hans Veit Graf zu Toerring-Jettenbach durch einen Erbbaurechtsvertrag übernommen und vor dem Verfall gerettet.

## Pertenstein, Teil der Gemeinde Matzing
1810 wurde die Hofmark in eine Patrimonialgemeinde II. Klasse in Matzing/Pertenstein umgewandelt.
Die Gemeinde Matzing mit Pertenstein schloss sich 1972 freiwillig der Gemeinde Traunwalchen an. 1978 wurde sie zusammen mit Traunwalchen zur Stadt Traunreut eingemeindet. Pertenstein ist seitdem ein Ortsteil der Stadt Traunreut. Kirchlich gehört der Ort zur katholischen Pfarrgemeinde Traunwalchen.

## Walzmühle Pertenstein
Die älteste bekannte Nachricht über eine Mühle, aus dem Jahr 1517, stammt aus dem Traunwalchner Mirakelbuch. Ums Jahr 1671 werden über die Mühle des Mathias Jockner die Abgaben festgehalten:
Gibt sein Stift zu der Graf Terring Hofmarch Pertenstain, und gehöre alda hin sowohl mit der Jurisdiction als auch mit Grundt und Poden ….
Im Gewerbesteuerkataster von 1810 ist vermerkt, dass der Müllner von Pertenstein neben der Mühle auch ein Sägwerk und eine Ölstampf betreibt.
Bei der Vermessung des Königreichs Bayerns (Bayerische Uraufnahme) wird für den Bereich Pertenstein, neben der Schlossanlage, ein Wehr in der Traun, der Mühlbach und eine Mühle erfasst.
Die 1897 von der Familie Hemmetzberger erbaute Walzmühle Pertenstein und das Wohnstallhaus daneben stehen unter Denkmalschutz.

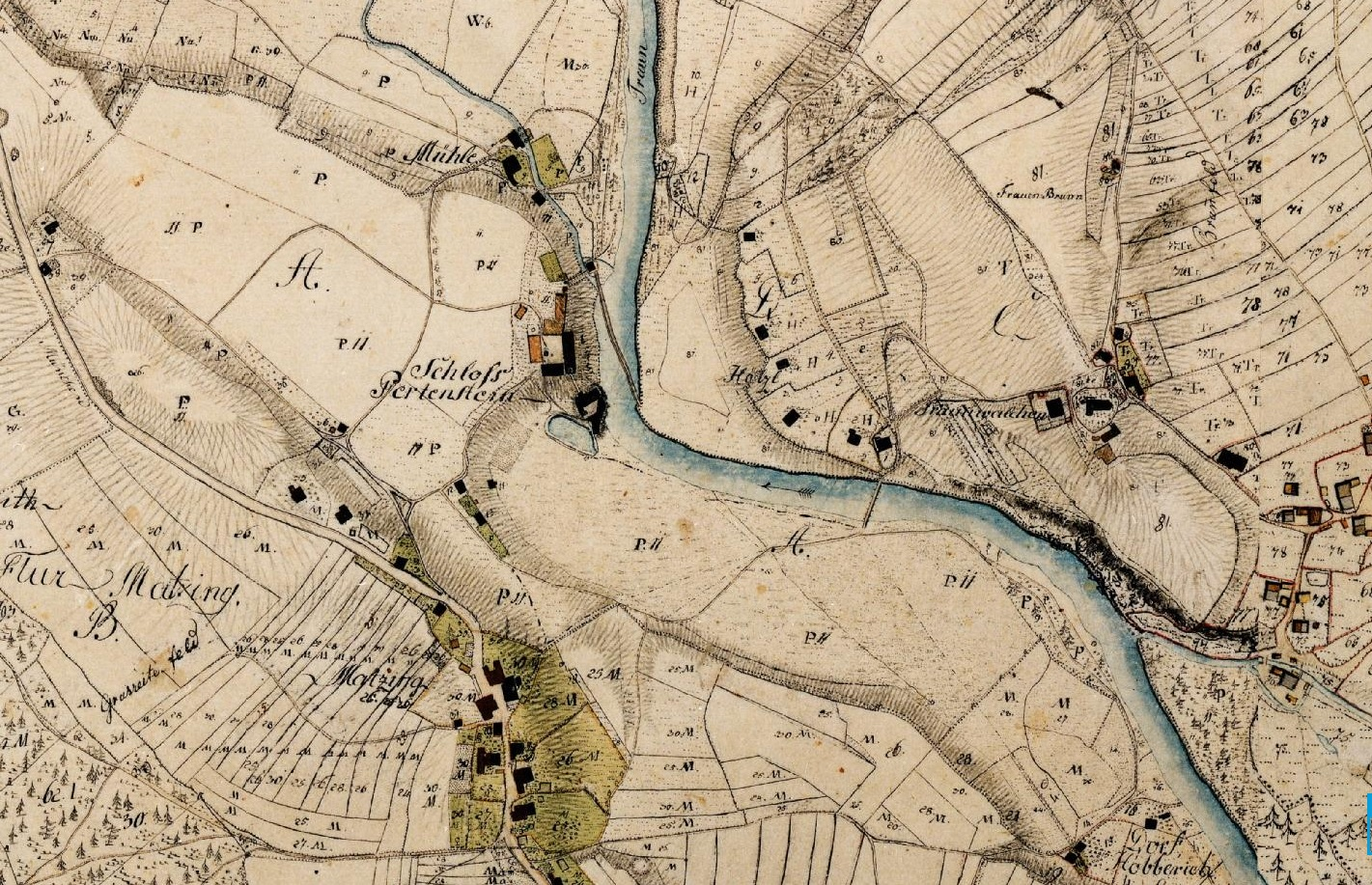
Bayerische Uraufnahme (1808–1864)
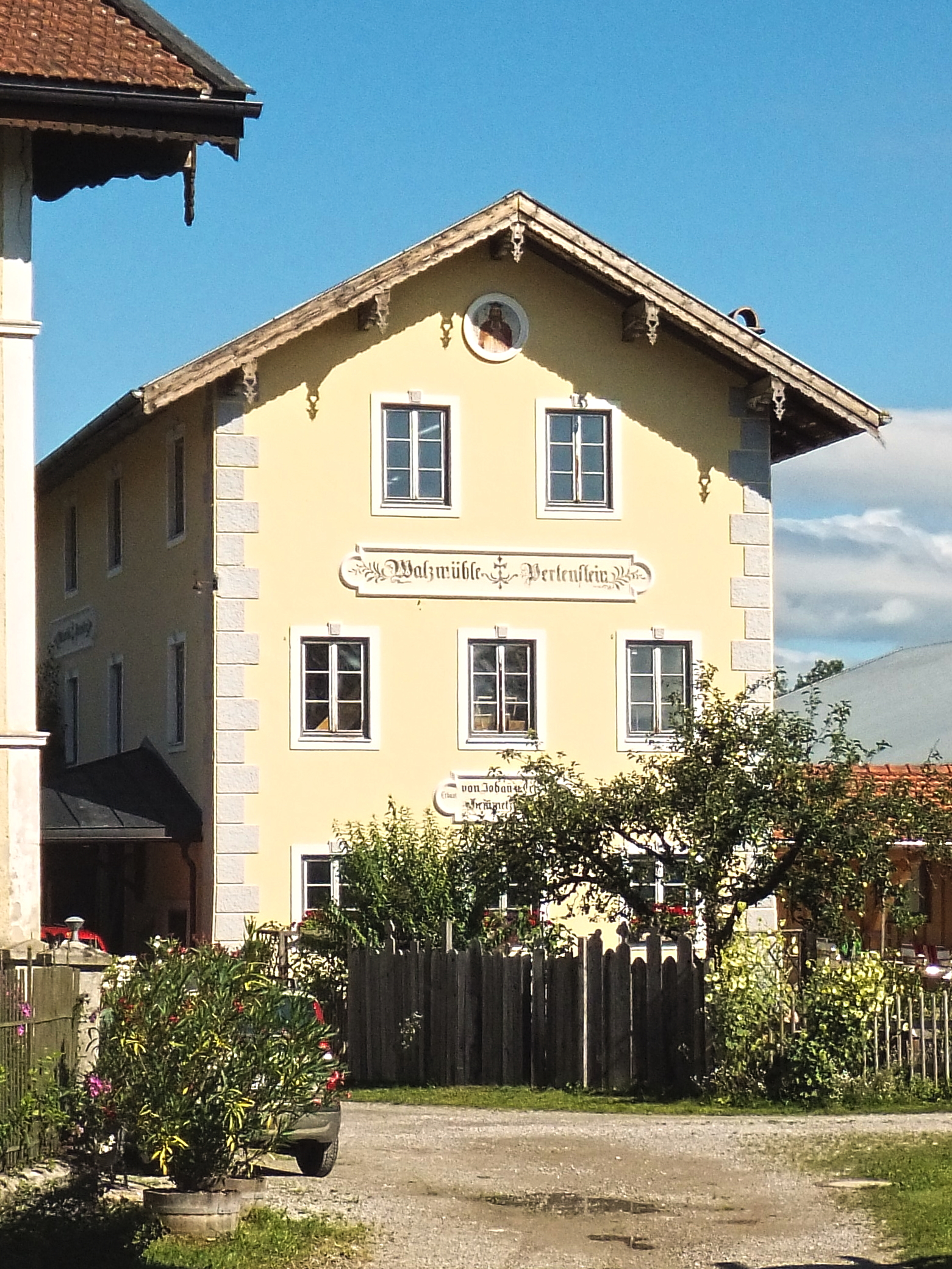
Walzmühle Pertenstein bez. 1897
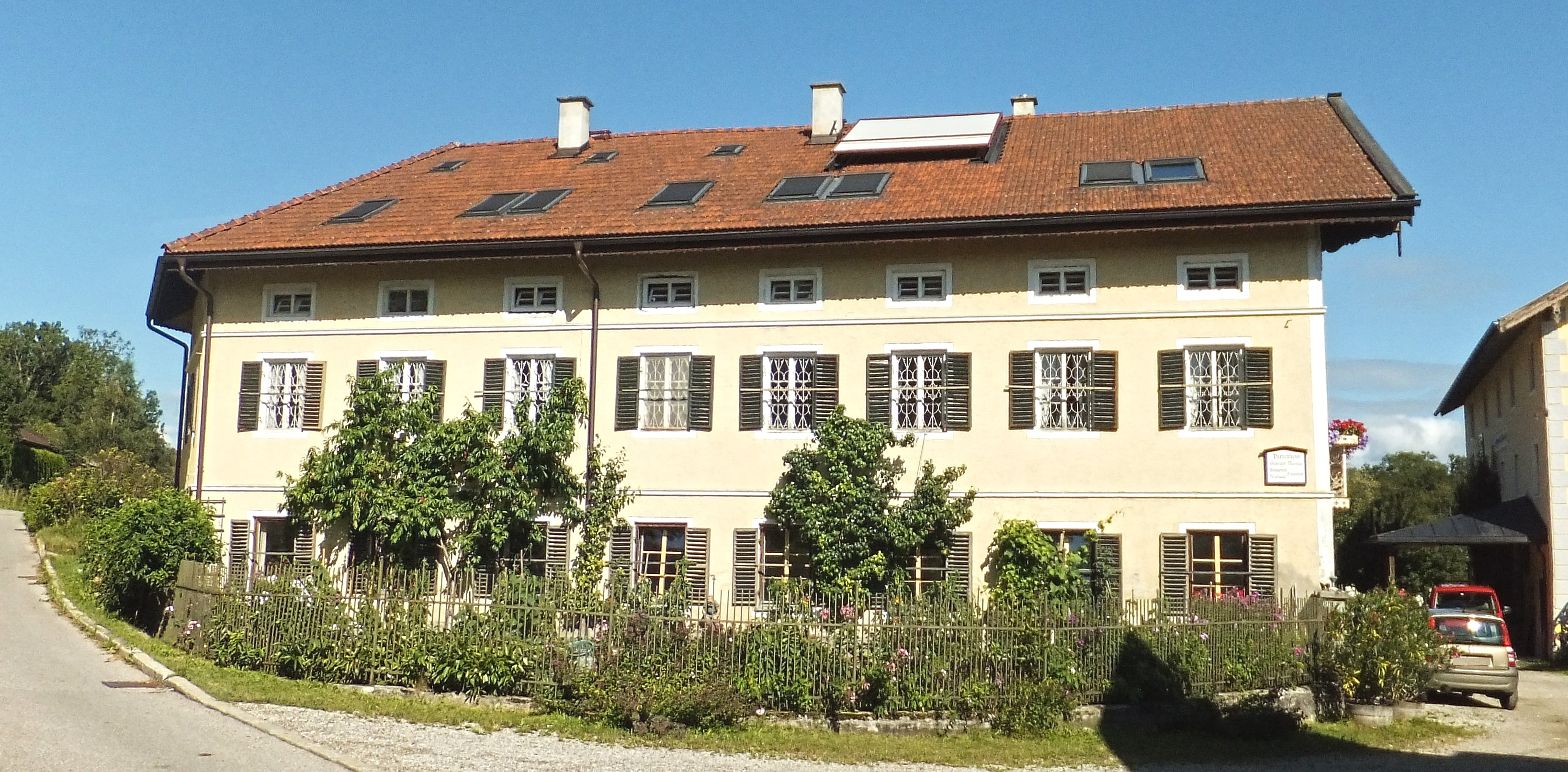
Wohnstallhaus bez. 1892
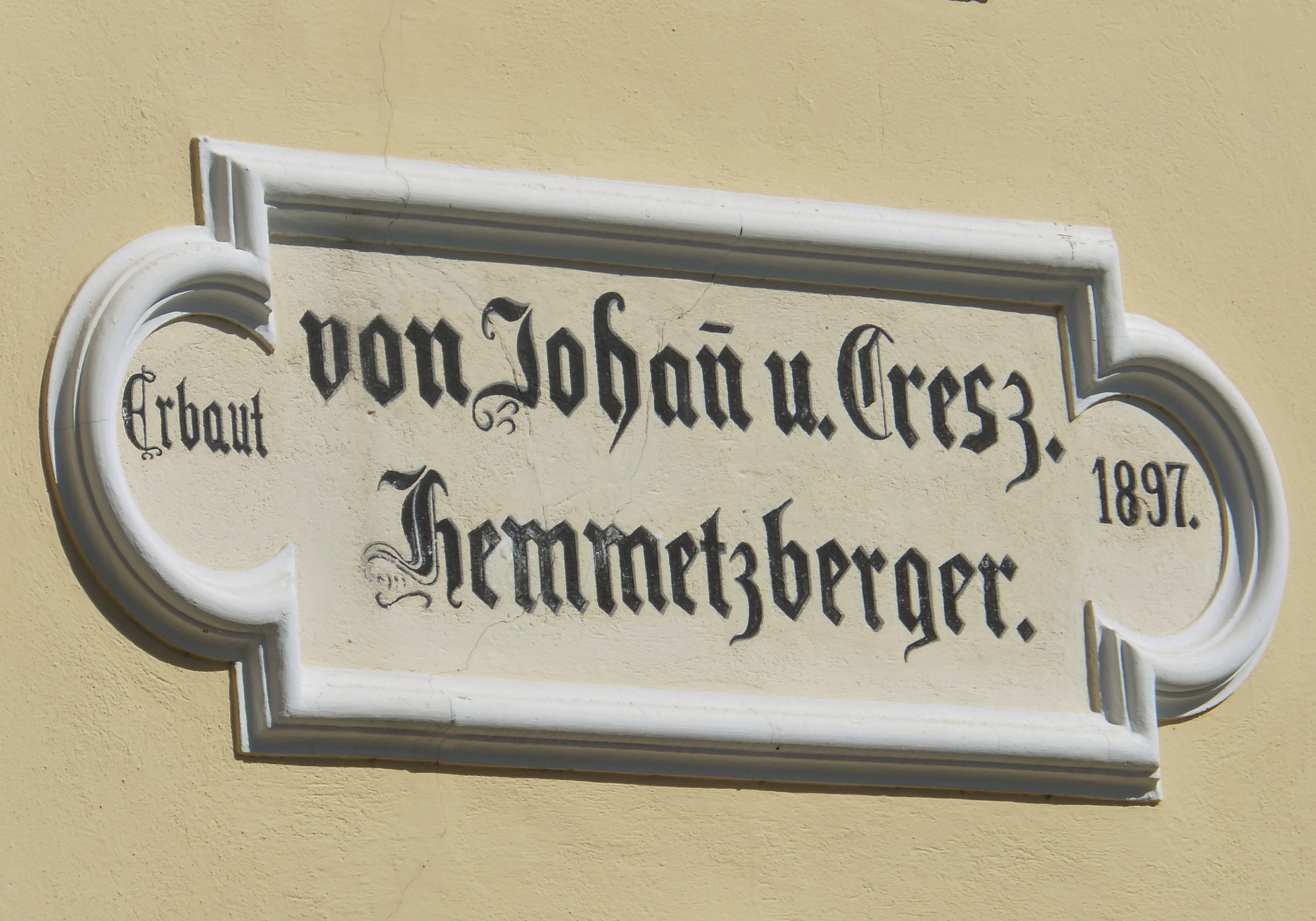
Inschrift bez. 1897

## Fußgängerbrücke

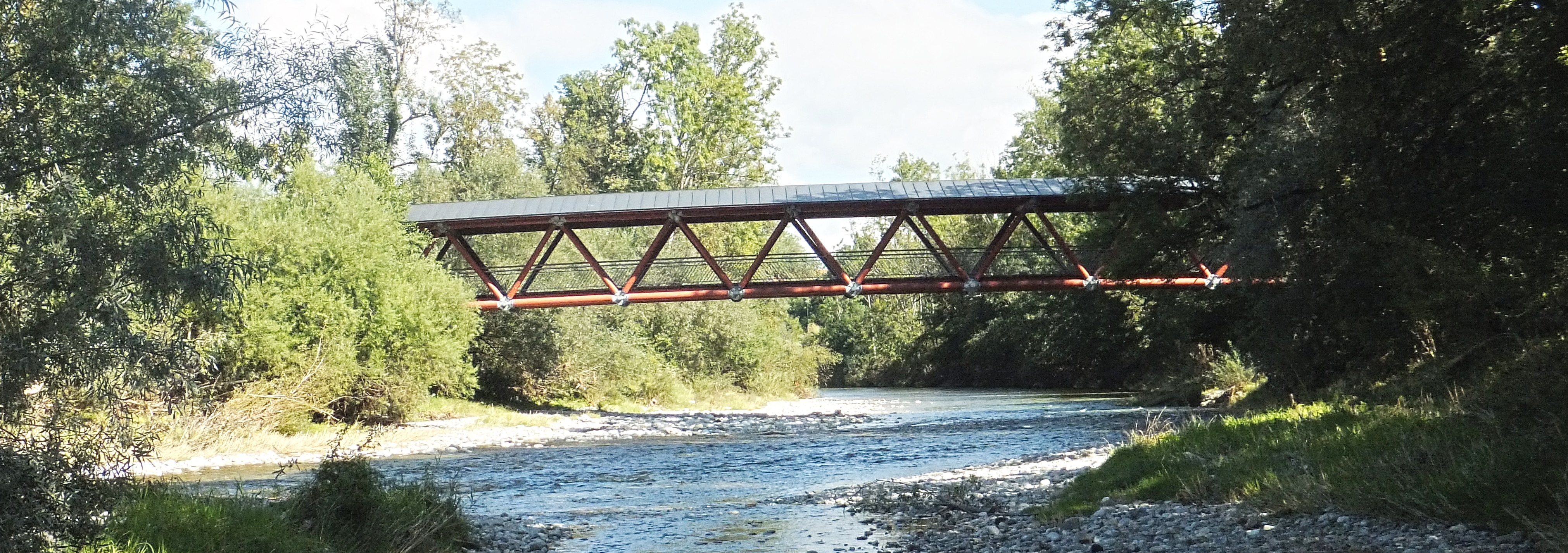
Fußgängerbrücke über die Traun

Eine bestehende baufällige Fußgängerbrücke über die Traun wurde 2008 durch einen Neubau mit einer Spannweite von 50 m ersetzt. Für diese Holzfachwerkkonstruktion wurden die vorgefertigten Einzelteile in einer naheliegenden Wiese auf der Traunwalchener Seite zusammengebaut und mit einem Kran in die Widerlager eingesetzt.

## Denkmale

### Baudenkmäler
Für den Ort Pertenstein ist neben dem oben auf einer Terrasse liegenden Schloss Pertenstein, unten am Mühlbach die Walzmühle Pertenstein (bez. 1897) und ein danebenliegendes Wohnstallhaus (bez. 1892) unter Denkmalschutz.

### Bodendenkmäler
Das unmittelbare Umfeld des Schlosses und auch der Bereich des Marstallgebäudes und Wirtschaftshofes sind auf Grund untertägiger spätmittelalterlichen und frühneuzeitlichen Befunde, als Bodendenkmal D-1-8041-0249 ausgewiesen.

### Naturdenkmäler
Nördlich des Schlosses befinden sich an der nach NW ziehenden Hangkante als Naturdenkmäler ND-00133 ausgewiesene Baumreihen aus alten Eichen.